# Noscapine
Noscapine (còn được gọi là Narcotine, Nectodon, Nospen, Anarcotine và (arch cổ) Opiane) là một loại alkaloid benzylisoquinoline, thuộc phân nhóm cấu trúc phthalideisoquinoline, được phân lập từ nhiều loài thuộc họ Papaveraceae. Nó thiếu tác dụng thôi miên, hưng phấn hoặc giảm đau đáng kể liên quan đến nó với khả năng gây nghiện rất thấp. Tác nhân này chủ yếu được sử dụng cho các tác dụng chống ho (ức chế ho).

## Sử dụng trong y tế
Noscapine thường được sử dụng như một loại thuốc chống ho. Tuy nhiên, một hướng dẫn của Hà Lan năm 2012 không khuyến nghị sử dụng cho ho cấp tính.

## Tác dụng phụ
- Buồn nôn
- Nôn
- Mất phối hợp
- Ảo giác (thính giác và thị giác)
- Mất ham muốn tình dục
- Sưng tuyến tiền liệt
- Ăn mất ngon
- Đồng tử giãn
- Tăng nhịp tim
- Run rẩy và co thắt cơ bắp
- Đau ngực
- Tăng sự tỉnh táo
- Mất ngủ
- Mất thị lực lập thể

## Tương tác
Noscapine có thể làm tăng tác dụng của các chất an thần tập trung như rượu và thuốc ngủ.
Không nên dùng thuốc với bất kỳ MAOIs nào (thuốc ức chế monoamin oxydase), vì tác dụng không rõ và có khả năng gây tử vong có thể xảy ra.     

Noscapine không nên dùng cùng với warfarin vì tác dụng chống đông máu của warfarin có thể tăng lên.

## Cơ chế hoạt động
Tác dụng chống ho của Noscapine dường như chủ yếu được trung gian bởi hoạt động chủ vận thụ thể σ của nó. Bằng chứng cho cơ chế này được đề xuất bởi bằng chứng thực nghiệm trên chuột. Tiền xử lý với rimcazole, một chất đối vận đặc hiệu, gây ra sự giảm phụ thuộc liều vào hoạt động chống ho của noscapine. Noscapine, và các dẫn xuất tổng hợp của nó được gọi là noscapinoids, được biết là tương tác với các vi ống và ức chế sự tăng sinh tế bào ung thư 

## Phân tích cấu trúc
Vòng lacton không ổn định và mở trong môi trường cơ bản. Phản ứng ngược lại được trình bày trong môi trường axit. Liên kết (C1 C3) kết nối hai nguyên tử carbon hoạt động quang học cũng không ổn định. Trong dung dịch axit sunfuric và đun nóng, nó phân ly thành cotarnine (4-methoxy-6-methyl-5,6,7,8-tetrahydro- [1,3] dioxolo [4,5- g ] isoquinoline) và axit opic (Axit 6-formyl-2,3-dimethoxybenzoic). Khi noscapine bị khử bằng kẽm / HCl, liên kết C1 − C3 bão hòa và phân tử phân ly thành hydrocotarnine (2-hydroxycotarnine) và meconine (6,7-dimethoxyisobenzofuran-1 (3 H) -one).

## Lịch sử
Noscapine lần đầu tiên được phân lập và đặc trưng trong sự phân hủy hóa học và tính chất vào năm 1817 dưới tên gọi "Narcotine"  của Pierre Robiquet, một nhà hóa học người Pháp ở Paris. Robiquet đã thực hiện hơn 20 năm từ 1815 đến 1835, một loạt các nghiên cứu về việc tăng cường các phương pháp phân lập morphin và cũng được phân lập vào năm 1832, một thành phần rất quan trọng khác của thuốc phiện thô, mà ông gọi là codeine, hiện là một hợp chất có nguồn gốc từ thuốc phiện.

## Xã hội và văn hoá

### Sử dụng trong giải trí
Có những báo cáo mang tính giai thoại về việc sử dụng giải trí của thuốc không kê đơn ở một số nước, là có sẵn từ các hiệu thuốc địa phương không có toa bác sĩ. Các tác dụng, bắt đầu khoảng 45 đến 120 phút sau khi tiêu thụ, tương tự như nhiễm độc dextromethorphan và rượu. Không giống như dextromethorphan, noscapine không phải là chất đối vận thụ thể NMDA.

### Noscapine trong heroin
Noscapine có thể tồn tại trong quá trình sản xuất heroin và có thể được tìm thấy trong heroin đường phố. Điều này rất hữu ích cho các cơ quan thực thi pháp luật, vì số lượng chất gây ô nhiễm có thể xác định nguồn gốc của các loại thuốc bị thu giữ. Năm 2005 tại Liège, Bỉ, nồng độ noscapine trung bình là khoảng 8%.
Noscapine cũng đã được sử dụng để xác định những người sử dụng ma túy đang sử dụng heroin đường phố cùng lúc với diamorphin được kê đơn. Vì diamorphin trong heroin đường phố giống như diamorphin dược phẩm, nên kiểm tra các chất gây ô nhiễm là cách duy nhất để kiểm tra xem heroin đường phố có được sử dụng hay không. Các chất gây ô nhiễm khác được sử dụng trong các mẫu nước tiểu cùng với noscapine bao gồm papaverine và acetylcodeine. Noscapine được chuyển hóa bởi cơ thể, và bản thân nó hiếm khi được tìm thấy trong nước tiểu, thay vào đó là chất chuyển hóa chính, cotarnine và meconine. Việc phát hiện được thực hiện bằng phương pháp sắc ký khí khối phổ hoặc sắc ký khối phổ sắc ký lỏng (LCMS) nhưng cũng có thể sử dụng nhiều kỹ thuật phân tích khác.

## Nghiên cứu

### Các thử nghiệm lâm sàng
Hiệu quả của noscapine trong điều trị một số bệnh ác tính về huyết học đã được khám phá trong phòng khám. Cảm ứng đa bội bằng noscapine đã được quan sát trong ống nghiệm ở tế bào lympho người ở mức liều cao (> 30 μM); tuy nhiên, phơi nhiễm toàn thân ở mức độ thấp, ví dụ như với thuốc ho, dường như không gây ra nguy cơ nhiễm độc gen. Cơ chế của cảm ứng đa bội bằng noscapine được đề xuất liên quan đến tổn thương bộ máy trục chính nhiễm sắc thể hoặc phản ứng tổng hợp tế bào.

### Tái thiết sinh tổng hợp Noscapine
Nhiều enzyme trong con đường sinh tổng hợp noscapine đã được làm sáng tỏ bằng việc phát hiện ra một "cụm giống như operon" 10 gen có tên HN1. Năm 2016, con đường sinh tổng hợp của noscapine đã được tái lập trong các tế bào nấm men, cho phép thuốc được tổng hợp mà không cần thu hoạch và tinh chế từ nguyên liệu thực vật. Năm 2018, toàn bộ con đường noscapine đã được tái lập và sản xuất trong men từ các phân tử đơn giản. Ngoài ra, biểu hiện protein đã được tối ưu hóa trong nấm men, cho phép sản xuất noscapine được cải thiện gấp 18.000 lần . Người ta hy vọng rằng công nghệ này có thể được sử dụng để sản xuất các alcaloid dược phẩm như noscapine hiện được sản xuất ở mức quá thấp trong sản xuất thực vật để sản xuất hàng loạt, cho phép chúng trở thành thuốc điều trị bán trên thị trường .